# ولایت قشقه‌دریا
ولایت قشقه‌دریا (کشک‌دریا هم نوشته‌آند)(به ازبکی: Qashqadaryo viloyati، قشقه‌دریا ولایتی) یا به فارسی تاجیکی کشکرود یکی از ولایت‌های کشور ازبکستان است.
وسعت آن ۲۸٬۴۰۰ کیلومتر مربع و جمعیت آن ۲٬۳۳۷٬۰۰۰ تن است.

## شهرستان‌ها
شهرستان‌های استان قشقه‌دریا:*
- شهرستان بهارستان
- بشکنت
- شهرستان چراغچی
- شهرستان دهقان‌آباد
- شهرستان دهقان‌آباد
- شهرستان قرشی
- شهرستان قَماشی
- شهرستان کاسان
- شهرستان کتاب
- شهرستان کسبی
- شهرستان کوکدالینسکی
- شهرستان گذار
- شهرستان مبارک
- شهرستان نشان

## شهرها و روستاهای بزرگ
- آرال
- آبشخان
- عبدی
- آزاد
- آسمان‌دره
- شهر سبز
- شیرزای
- شورگذر
- کمر
- کارگاه
- آبدیده
- عربخانه
- عرب
- امگان
- آلما
- الاکویلاک
- آق‌یال‌شورچه
- الاکارگا
- آق‌رباط
- آق‌تاش
- آق‌گول
- آکیش
- آق‌جنگل
- آق‌دهنه
- آق‌آلتین
- آجریم